# واندو
واندو (به لاتین: Wando County) یک منطقهٔ مسکونی در کره جنوبی است که در استان جئولانام-دو واقع شده‌است. واندو ۳۹۱٫۸۱ کیلومتر مربع مساحت و ۶۶٬۹۷۸ نفر جمعیت دارد.